# Lily Zhang
Lily Ann Zhang (張安T, 张安S, Zhāng ĀnP; Redwood City, 16 giugno 1996) è una tennistavolista statunitense, che ha rappresentato gli Stati Uniti ai Giochi olimpici di Rio de Janeiro 2016.

## Palmarès
- Giochi panamericani

Guadalajara 2011: bronzo nel singolo e nella prova a squadre